# Bayerische Akademie der Schönen Künste

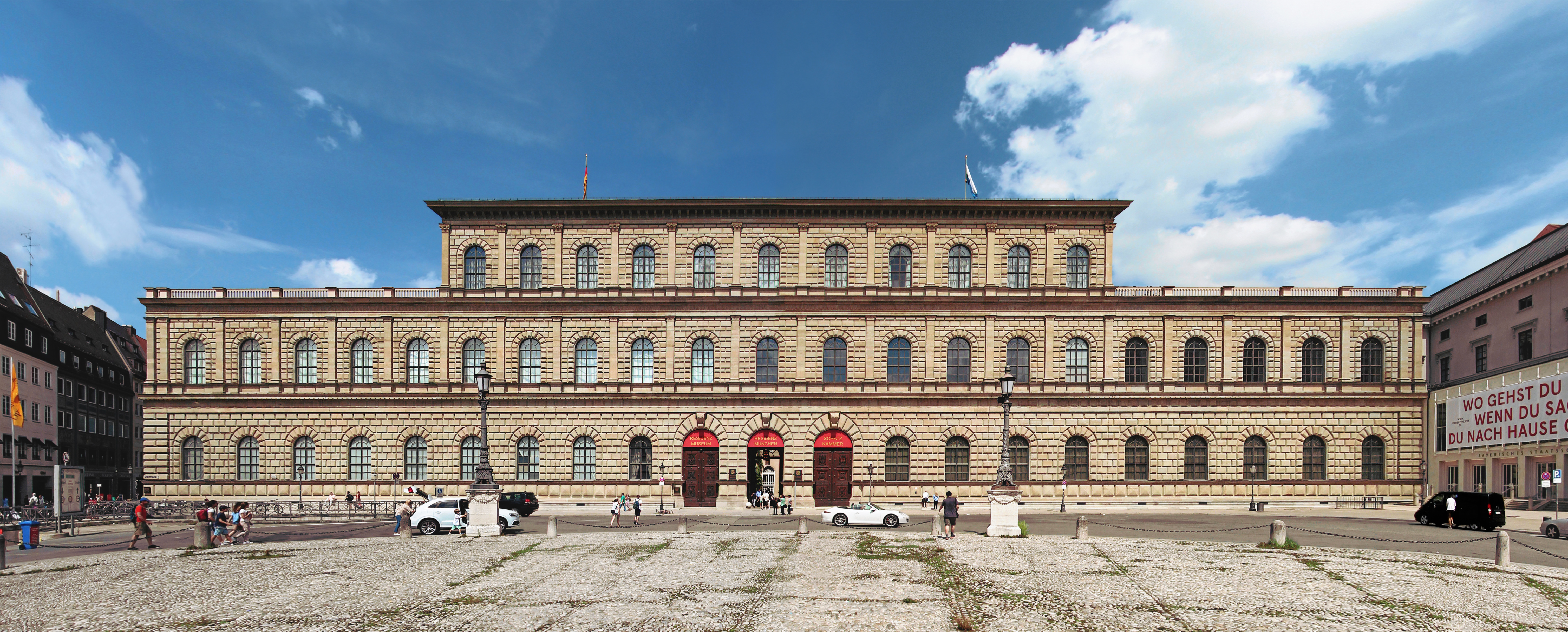
Königsbau der Münchner Residenz, Sitz der Bayerischen Akademie der Schönen Künste (2014)

Die Bayerische Akademie der Schönen Künste in München ist eine Vereinigung von namhaften Persönlichkeiten aus dem künstlerischen Leben. Sie soll als „oberste Pflegestelle der Kunst“ dienen.

## Geschichte und Aufgaben
Die Akademie wurde vom Freistaat Bayern als Körperschaft des öffentlichen Rechts im Jahre 1948 gegründet, anknüpfend an die Tradition der 1808 eingerichteten Königlichen Akademie der Künste zu München.
Aufgabe der Akademie ist es, „die Entwicklung der Künste ständig zu beobachten, sie in jeder ihr zweckdienlich erscheinenden Weise zu fördern oder Vorschläge zu ihrer Förderung zu machen“, des Weiteren „einen Beitrag zur geistigen Auseinandersetzung zwischen den Künsten sowie zwischen Kunst und Gesellschaft zu leisten und für die Würde der Kunst einzutreten“.
Die Akademie veranstaltet Podiumsdiskussionen, Ausstellungen, Lesungen, Vorträge und Konzerte. Durch Wahl werden jedes Jahr ordentliche und korrespondierende Mitglieder in die fünf Abteilungen Bildende Kunst, Literatur, Musik, Darstellende Kunst und Film- und Medienkunst aufgenommen; darüber hinaus werden Ehrenmitglieder ernannt.
Bis 1968 hatte die Akademie ihren Sitz im Prinz-Carl-Palais; danach erhielt sie ein provisorisches Quartier am Karolinenplatz. Seit 1972 ist sie im Königsbau der Münchner Residenz untergebracht.

## Preise

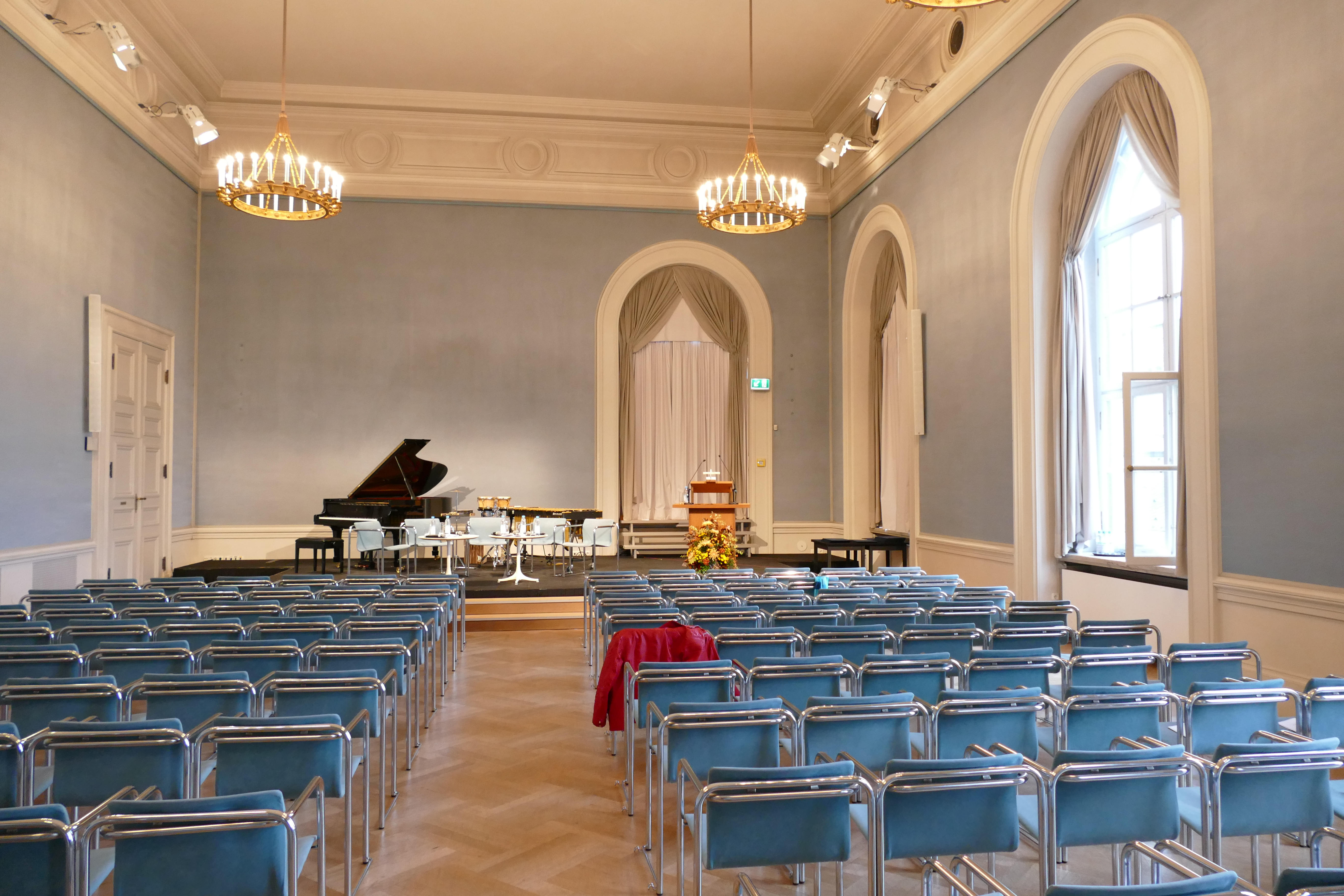
Festsaal der Akademie vor einer Preisverleihung 2022

Folgende Preise und Arbeitsstipendien wurden bzw. werden von der Akademie vergeben:
Abteilung Bildende Kunst
- Kunstpreis der Bayerischen Akademie der Schönen Künste
- Brigitte und Ekkehard Grübler-Stiftung (seit 2014)
- Karl-Rössing-Reisestipendium (seit 1986)
- Friedrich-Ludwig-von-Sckell-Ehrenring (seit 1967; für Landschaftsarchitektur)

Abteilung Literatur
- Thomas-Mann-Preis seit 2009 gemeinsam mit der Stadt Lübeck (1950–85 als Literaturpreis, 1986–2007 als Großer Literaturpreis der Bayerischen Akademie der Schönen Künste, 2008 einmalig als Thomas-Mann-Literaturpreis der Bayerischen Akademie der Schönen Künste)
- Literarische Ehrengabe (1952–85; abgelöst von der Wilhelm-Hausenstein-Ehrung)
- Adelbert-von-Chamisso-Preis (1985–2005; zusammen mit der Robert Bosch Stiftung; Literaturpreis)
- Horst-Bienek-Preis für Lyrik (seit 1991)
- Rainer-Malkowski-Preis (seit 2006; zusammen mit der Rainer-Malkowski-Stiftung; Literaturpreis)

Abteilung Musik
- Ernst von Siemens Musikpreis (seit 1974; zusammen mit der Ernst von Siemens Musikstiftung)
- Auftragskomposition der Akademie (seit 1990)
- Gerda-und-Günter-Bialas-Preis (seit 1998; zusammen mit der GEMA-Stiftung; Musikpreis)
- Preis Neues Hören (seit 2006; zusammen mit der Stiftung Neue Musik im Dialog, Köln; für Vermittlung zeitgenössischer Musik)

Abteilung Film und Medienkunst
- Hofer Goldpreis (seit 2018)

Preise aller Abteilungen der Akademie
- Friedrich-Baur-Preis (seit 1990; zusammen mit der Friedrich-Baur-Stiftung; für Künstler in Franken, der Oberpfalz und Niederbayern)
- Wilhelm-Hausenstein-Ehrung für kulturelle Vermittlung (seit 1986); wird im Wechsel von den einzelnen Abteilungen der Akademie vergeben

## Leitung und Mitarbeiter

### Präsidenten
- 1948–1953: Wilhelm Hausenstein
- 1953–1968: Emil Preetorius
- 1968–1974: Hans Egon Holthusen
- 1974–1983: Gerd Albers
- 1983–1995: Heinz Friedrich
- 1995–2004: Wieland Schmied
- 2004–2013: Dieter Borchmeyer
- 2013–2019: Michael Krüger

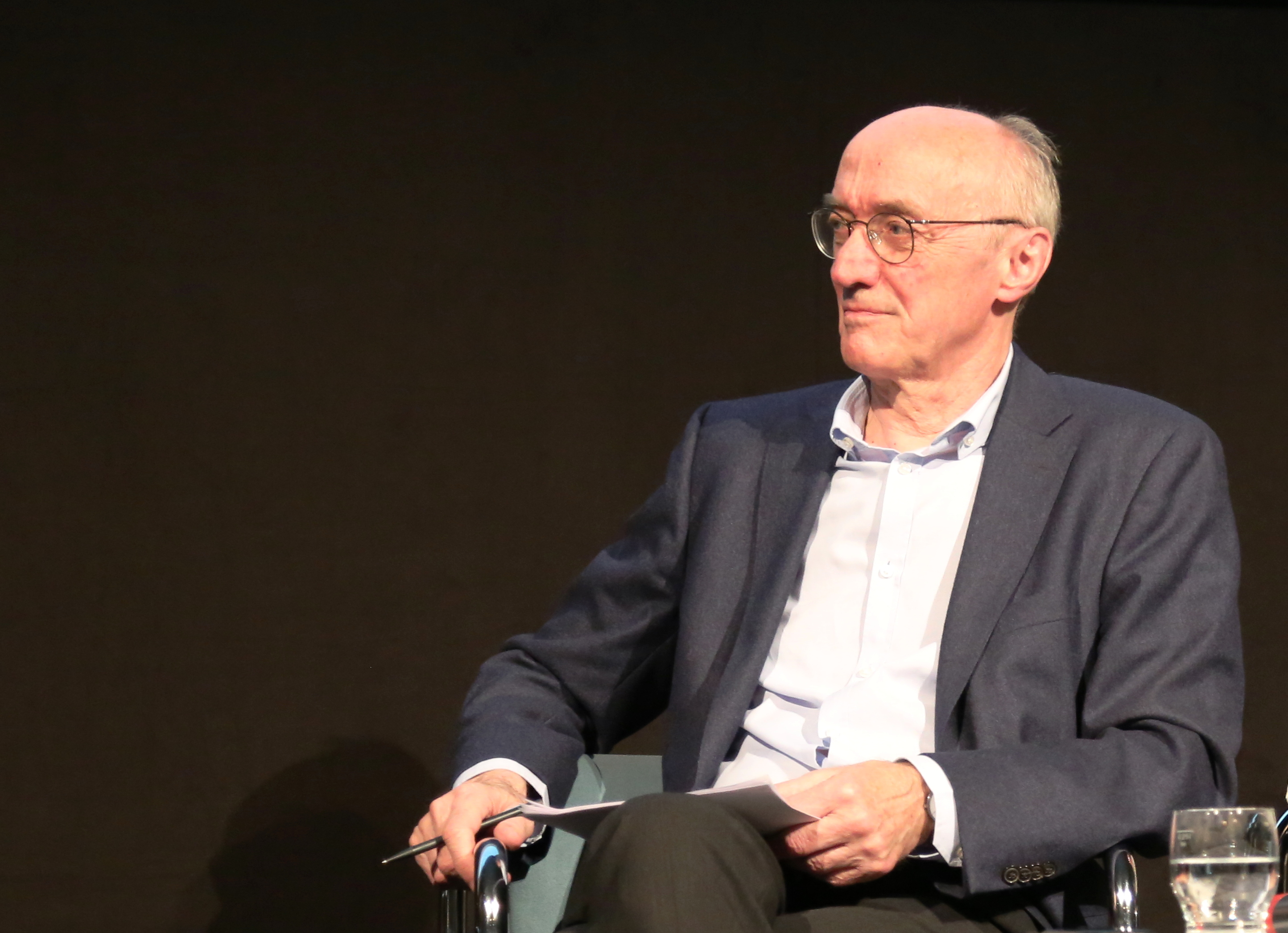
Winfried Nerdinger, Präsident seit 2019

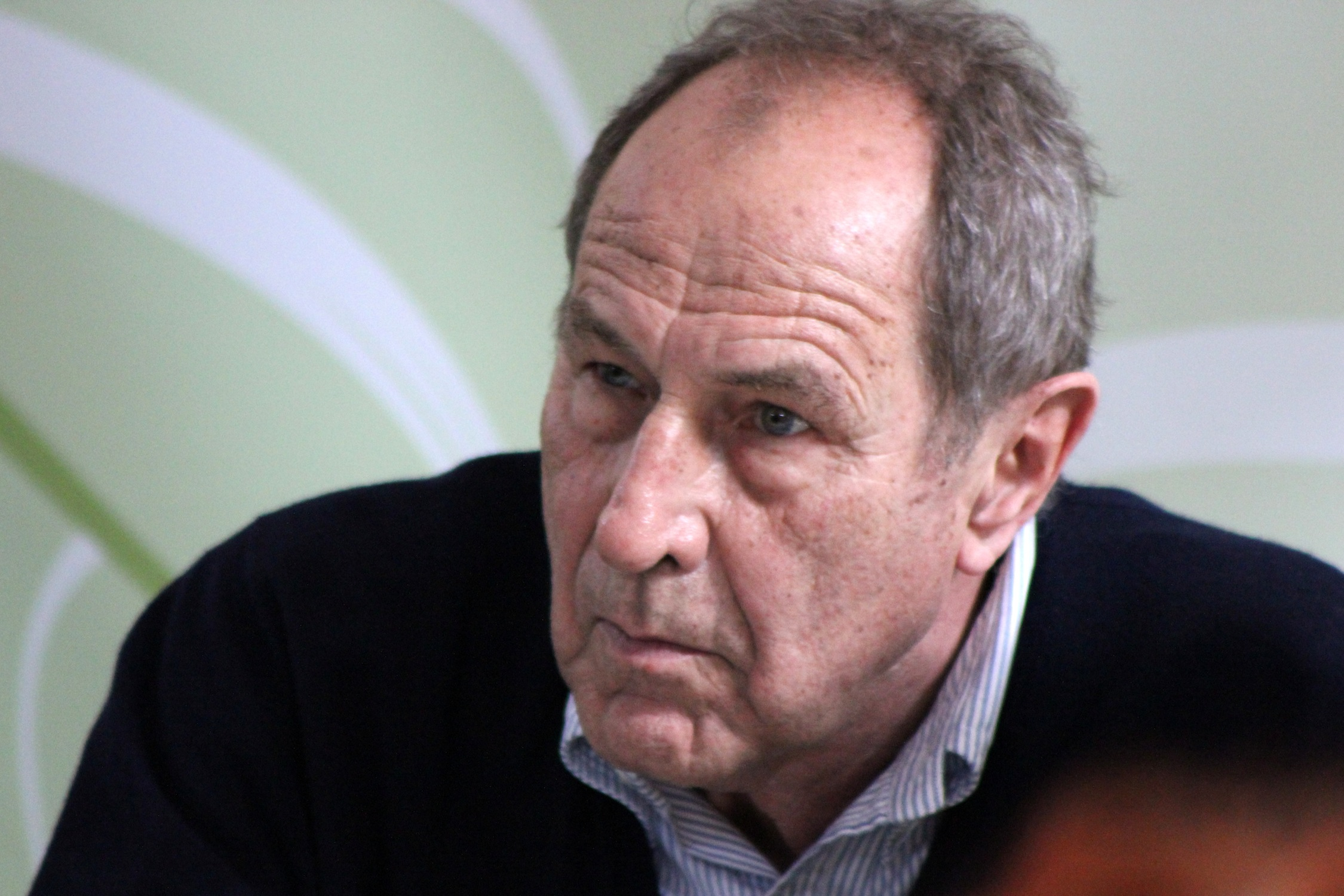
Michael Krüger, Präsident von 2013 bis 2019

- seit Juli 2019: Winfried Nerdinger

### Direktoren

#### Abteilung Bildende Kunst
- 1948–1955: Rudolf Esterer
- 1956–1959: Josef Wiedemann
- 1959–1969: Hermann Kaspar
- 1969–1983: Johannes Ludwig
- 1983–1992: Gerd Albers
- 1992–1995: Wieland Schmied
- 1995–2004: Helmut Gebhard
- 2004–2019: Winfried Nerdinger
- 2019–2022: Wilhelm Christoph Warning
- seit 2022: Andreas Kühne

#### Abteilung Literatur
- 1948–1955: Wilhelm Diess
- 1956–1965: Curt Hohoff
- 1966–1968: Hans Egon Holthusen
- 1968–1982: Friedhelm Kemp
- 1982–1990: Horst Bienek
- 1990–2004: Albert von Schirnding
- 2004–2009: Peter Horst Neumann
- 2010: Jens Malte Fischer
- 2010–2015: Gert Heidenreich
- 2015–2018: Hans Pleschinski
- 2018–2021: Georg M. Oswald[1]
- seit 2021: Wolfgang Matz

#### Abteilung Musik
- 1948–1955: Walter Riezler
- 1956–1959: Karl Höller
- 1959–1962: Robert Heger
- 1963–1974: Harald Genzmer
- 1974–1979: Günter Bialas
- 1980–1986: Walter Wiora
- 1986–1992: Karl Schumann
- 1992–2002: Wilhelm Killmayer
- 2002–2016: Siegfried Mauser
- 2016–2021: Peter Michael Hamel
- 2021–2024: Nikolaus Brass
- seit 2024: Salome Kammer[2]

#### Abteilung Darstellende Kunst
- 1986–2022: Dieter Dorn
- seit 2022: Stefan Hunstein

#### Abteilung Film- und Medienkunst
- 2010–2015: Edgar Reitz
- 2015–2021: Bernhard Sinkel
- seit 2021: Philip Gröning

### Generalsekretäre
- 1948–1975: Clemens von Podewils
- 1975–1986: Karl Schumann
- 1986–2004: Oswald Georg Bauer
- seit 2004: Katja Schaefer